# Helmuth Hörstmann
Helmuth Hörstmann (* 7. Dezember 1909 in Bad Essen; † 3. April 1993 in Celle) war Arzt, Politiker (CDU) und Oberbürgermeister der Stadt Celle. Vor dem Krieg war Hörstmann 1937 bis 1945 Mitglied der NSDAP und SS-Offizier gewesen, so dass der Rat der Stadt Celle am 11. Februar 2011 beschloss, den nach ihm benannten „Helmuth-Hörstmann-Weg“ in „Am Französischen Garten“ umzubenennen.

## Leben
Hörstmann legte zu Ostern 1931 das Abitur in Celle ab und begann darauf das Medizinstudium an der Universität Berlin. Dort wurde er 1931 Mitglied der Berliner Burschenschaft Teutonia. Im Jahr 1934 wurde er auch Mitglied der Burschenschaft Teutonia Zürich. Im Sommer 1934 wechselte er an die Universität Königsberg sowie später auch an die Universitäten Zürich und Kiel. 1937 legte er das Medizinische Staatsexamen in Berlin ab und war danach Medizinalpraktikant am Rudolf-Virchow-Klinikum. Ende 1938 wurde er Assistenzarzt im Krankenhaus des Paul-Gerhardt-Stifts in Berlin-Wilmersdorf. Im Dezember 1939 wurde Hörstmann zum Dr. med. an der Universität Berlin promoviert („Chirurgie bei Cystennieren“). Danach war er als Assistenzarzt im Achenbach-Krankenhaus in Berlin-Wilmersdorf, als Oberarzt am Städtischen Krankenhaus Berlin-Wilmersdorf und als Oberarzt der Chirurgischen Abteilung des Cecilien-Krankenhauses in Landsberg/Warthe tätig. Dort war er auch ab 1944 als nebenamtlicher Betriebsarzt im Fremdarbeiterlager des I.G.-Farben-Werkes tätig. Nach dem Zweiten Weltkrieg war Hörstmann zunächst kommissarischer Chefarzt des Städtischen Krankenhauses Friedrichshain. Um 1948 wechselte er als praktischer Chirurg nach Celle.
In der Zeit des Nationalsozialismus war Hörstmann ab 1933 Mitglied der SS (SS-Nummer 155.951). Am 12. Oktober 1937 beantragte er die Aufnahme in die NSDAP und wurde rückwirkend zum 1. Mai desselben Jahres aufgenommen (Mitgliedsnummer 4.831.946). Ab 1937 fungierte Hörstmann als stellvertretender Standartenarzt der SS-Sanitätsstaffel II/42. Am 20. April 1939 wurde er zum SS-Untersturmführer befördert. Am 30. Januar 1942 avancierte er zum SS-Obersturmführer. Er wurde nun Leiter dieser SS-Sanitätsstaffel. Wegen der Vergangenheit Hörstmanns als SS-Offizier beschloss der Rat der Stadt Celle am 11. Februar 2011, den nach diesem benannten „Helmuth-Hörstmann-Weg“ in „Am Französischen Garten“ umzubenennen.

## Öffentliche Ämter
- 1956: Mitglied im Rat der Stadt Celle
- 1957: Vertrauensarzt des Bundeswehrstandortes Celle
- 1972: Mannschaftsarzt der Deutschen Olympia-Schwimmmannschaft
- 1973: gewählter Oberbürgermeister von Celle (vier Mal wiedergewählt), Rücktritt 1986 unmittelbar nach seiner Wiederwahl

## Auszeichnungen
- Kriegsverdienstkreuz II. Klasse (1944)
- Großes Verdienstkreuz des Niedersächsischen Verdienstordens (1983)
- Ehrenkreuz der Bundeswehr (1987)

## Familie
Im Jahr 1942 heirateten Helmuth Hörstmann und Ilsetraud Streitberger († 5. April 1992), zusammen hatten sie drei Söhne.

## Schriften
- Chirurgie bei Cystennieren. Charlottenburg 1939 (=Berlin, Med. Diss., 1939).